# Пурпурная иридосорния
Пурпурная иридосорния (лат. Iridosornis porphyrocephalus) — вид птиц из семейства танагровых. Близкий родственник Iridosornis analis, иногда считается с ним одним видом.

## Распространение
Обитают в Колумбии и Эквадоре. Естественной средой обитания являются субтропические или тропические влажные горные леса, сведённые леса, опушки.

## Описание
Длина тела 14 см. Три взвешенных самца весили от 20,3 до 23 г, одна самка 21,5 г. Птицы окрашены преимущественно в тёмно-синий цвет, но горло у них жёлтое. Клюв короткий и толстый.

## Биология
Питаются ягодами и насекомыми.

## Охранный статус
МСОП присвоил виду охранный статус NT.